# Sellers (Caroline du Sud)
Pour les articles homonymes, voir Sellers.
Sellers est une ville située dans le comté de Marion, dans l’État de Caroline du Sud, aux États-Unis. Lors du recensement de 2020, elle comptait 147 habitants.